# Campeonato Mundial de Voleibol Masculino Sub-19 de 2003
O Campeonato Mundial de Voleibol Masculino Sub-19 de 2003 foi a oitava edição da competição na categoria juvenil que ocorreu em Suphan Buri, Tailândia, no período de 5 a 13 de Julho de 2003.

## Participantes
Lista de participantes em cada grupo:
| Grupo A                                        | Grupo B                             | Grupo C                            | Grupo D                                 |
| ---------------------------------------------- | ----------------------------------- | ---------------------------------- | --------------------------------------- |
| Tailândia · Venezuela · Austrália · Porto Rico | Eslováquia · Egito · Rússia · China | Polônia · Chéquia · Brasil · Índia | Itália · Marrocos · Irã · Países Baixos |

## Sedes
- Chaopha Gymnasium(Suphan Buri) – Grupos C e D
- Silpa-Archa Gymnasium(Suphan Buri) – Grupos A e B[3]

## Fase Preliminar

### Grupo A
|     |            |     | Jogos | Jogos | Jogos | Sets | Sets | Sets  | Pontos | Pontos | Pontos |
| Pos | Equipe     | Pts | T     | V     | D     | V    | P    | R     | V      | P      | R      |
| --- | ---------- | --- | ----- | ----- | ----- | ---- | ---- | ----- | ------ | ------ | ------ |
| 1   | Austrália  | 6   | 3     | 3     | 0     | 9    | 4    | 2.250 | 283    | 265    | 1.068  |
| 2   | Porto Rico | 5   | 3     | 2     | 1     | 8    | 4    | 2.000 | 274    | 258    | 1.062  |
| 3   | Tailândia  | 4   | 3     | 1     | 2     | 3    | 7    | 0.429 | 216    | 234    | 0.923  |
| 4   | Venezuela  | 3   | 3     | 0     | 3     | 4    | 9    | 0.444 | 278    | 294    | 0.946  |

| Data   |            | Placar |            | 1º Set | 2º Set | 3º Set | 4º Set | 5º Set | Total   |
| ------ | ---------- | ------ | ---------- | ------ | ------ | ------ | ------ | ------ | ------- |
| 05 Jul | Venezuela  | 2–3    | Austrália  | 25–22  | 25–18  | 21–25  | 18–25  | 13–15  | 102–105 |
| 05 Jul | Tailândia  | 0–3    | Porto Rico | 22–25  | 20–25  | 21–25  |        |        | 63–75   |
| 06 Jul | Porto Rico | 2–3    | Austrália  | 25–20  | 22–25  | 25–18  | 22–25  | 10–15  | 104–103 |
| 06 Jul | Tailândia  | 3–1    | Venezuela  | 25–19  | 19–25  | 25–20  | 25–20  |        | 94–84   |
| 07 Jul | Venezuela  | 1–3    | Porto Rico | 25–20  | 23–25  | 21–25  | 23–25  |        | 92–95   |
| 07 Jul | Austrália  | 3–0    | Tailândia  | 25–21  | 25–20  | 25–18  |        |        | 75–59   |

### Grupo B
|     |            |     | Jogos | Jogos | Jogos | Sets | Sets | Sets  | Pontos | Pontos | Pontos |
| Pos | Equipe     | Pts | T     | V     | D     | V    | P    | R     | V      | P      | R      |
| --- | ---------- | --- | ----- | ----- | ----- | ---- | ---- | ----- | ------ | ------ | ------ |
| 1   | Rússia     | 6   | 3     | 3     | 0     | 9    | 0    | MAX   | 228    | 176    | 1.295  |
| 2   | China      | 5   | 3     | 2     | 1     | 6    | 6    | 1.000 | 263    | 270    | 0.974  |
| 3   | Egito      | 4   | 3     | 1     | 2     | 5    | 6    | 0.833 | 236    | 249    | 0.948  |
| 4   | Eslováquia | 3   | 3     | 0     | 3     | 1    | 9    | 0.111 | 225    | 257    | 0.875  |

| Data   |            | Placar |            | 1º Set | 2º Set | 3º Set | 4º Set | 5º Set | Total   |
| ------ | ---------- | ------ | ---------- | ------ | ------ | ------ | ------ | ------ | ------- |
| 05 Jul | Eslováquia | 1–3    | China      | 26–24  | 24–26  | 23–25  | 20–25  |        | 93–100  |
| 05 Jul | Egito      | 0–3    | Rússia     | 17–25  | 15–25  | 23–25  |        |        | 55–75   |
| 06 Jul | Eslováquia | 0–3    | Egito      | 22–25  | 22–25  | 27–29  |        |        | 71–79   |
| 06 Jul | China      | 0–3    | Rússia     | 22–25  | 15–25  | 23–25  |        |        | 60–75   |
| 07 Jul | Egito      | 2–3    | China      | 21–25  | 21–25  | 25–15  | 25–23  | 10–15  | 102–103 |
| 07 Jul | Rússia     | 3–0    | Eslováquia | 28–26  | 25–18  | 25–17  |        |        | 76–61   |

### Grupo C
|     |         |     | Jogos | Jogos | Jogos | Sets | Sets | Sets  | Pontos | Pontos | Pontos |
| Pos | Equipe  | Pts | T     | V     | D     | V    | P    | R     | V      | P      | R      |
| --- | ------- | --- | ----- | ----- | ----- | ---- | ---- | ----- | ------ | ------ | ------ |
| 1   | Índia   | 6   | 3     | 3     | 0     | 9    | 1    | 9.000 | 248    | 195    | 1.272  |
| 2   | Brasil  | 5   | 3     | 2     | 1     | 7    | 4    | 1.750 | 256    | 223    | 1.148  |
| 3   | Chéquia | 4   | 3     | 1     | 2     | 3    | 6    | 0.500 | 178    | 212    | 0.840  |
| 4   | Polônia | 3   | 3     | 0     | 3     | 1    | 9    | 0.111 | 195    | 247    | 0.789  |

| Data   |         | Placar |         | 1º Set | 2º Set | 3º Set | 4º Set | 5º Set | Total |
| ------ | ------- | ------ | ------- | ------ | ------ | ------ | ------ | ------ | ----- |
| 05 Jul | Polônia | 0–3    | Índia   | 24–26  | 20–25  | 14–25  |        |        | 58–76 |
| 05 Jul | Chéquia | 0–3    | Brasil  | 14–25  | 14–25  | 23–25  |        |        | 51–75 |
| 06 Jul | Polônia | 0–3    | Chéquia | 22–25  | 18–25  | 22–25  |        |        | 62–79 |
| 06 Jul | Índia   | 3–1    | Brasil  | 25–19  | 25–21  | 22–25  | 25–20  |        | 97–85 |
| 07 Jul | Chéquia | 0–3    | Índia   | 20–25  | 15–25  | 17–25  |        |        | 52–75 |
| 07 Jul | Brasil  | 3–1    | Polônia | 21–25  | 25–17  | 25–14  | 25–19  |        | 96–75 |

### Grupo D
|     |               |     | Jogos | Jogos | Jogos | Sets | Sets | Sets  | Pontos | Pontos | Pontos |
| Pos | Equipe        | Pts | T     | V     | D     | V    | P    | R     | V      | P      | R      |
| --- | ------------- | --- | ----- | ----- | ----- | ---- | ---- | ----- | ------ | ------ | ------ |
| 1   | Irã           | 6   | 3     | 3     | 0     | 9    | 1    | 9.000 | 249    | 211    | 1.180  |
| 2   | Países Baixos | 5   | 3     | 2     | 1     | 6    | 4    | 1.500 | 233    | 225    | 1.036  |
| 3   | Itália        | 4   | 3     | 1     | 2     | 5    | 6    | 0.833 | 251    | 240    | 1.046  |
| 4   | Marrocos      | 3   | 3     | 0     | 3     | 0    | 9    | 0.000 | 168    | 225    | 0.747  |

| Data   |               | Placar |               | 1º Set | 2º Set | 3º Set | 4º Set | 5º Set | Total |
| ------ | ------------- | ------ | ------------- | ------ | ------ | ------ | ------ | ------ | ----- |
| 05 Jul | Marrocos      | 0–3    | Irã           | 22–25  | 15–25  | 23–25  |        |        | 60–75 |
| 05 Jul | Itália        | 1–3    | Países Baixos | 23–25  | 25–20  | 22–25  | 18–25  |        | 88–95 |
| 06 Jul | Países Baixos | 0–3    | Irã           | 21–25  | 21–25  | 21–25  |        |        | 63–75 |
| 06 Jul | Itália        | 3–0    | Marrocos      | 25–15  | 25–15  | 25–16  |        |        | 75–46 |
| 07 Jul | Marrocos      | 0–3    | Países Baixos | 20–25  | 21–25  | 21–25  |        |        | 62–75 |
| 07 Jul | Irã           | 3–1    | Itália        | 25–22  | 24–26  | 25–21  | 25–19  |        | 99–88 |

## Play-off

### Cabeças de chave
| Data   |           | Placar |       | 1º Set | 2º Set | 3º Set | 4º Set | 5º Set | Total |
| ------ | --------- | ------ | ----- | ------ | ------ | ------ | ------ | ------ | ----- |
| 09 Jul | Rússia    | 3–0    | Irã   | 25–23  | 25–23  | 25–16  |        |        | 75–62 |
| 09 Jul | Austrália | 0–3    | Índia | 17–25  | 17–25  | 14–25  |        |        | 48–75 |

### Repescagem
| Data   |               | Placar |           | 1º Set | 2º Set | 3º Set | 4º Set | 5º Set | Total |
| ------ | ------------- | ------ | --------- | ------ | ------ | ------ | ------ | ------ | ----- |
| 09 Jul | China         | 1–3    | Tailândia | 25–21  | 14–25  | 21–25  | 20–25  |        | 80–96 |
| 09 Jul | Porto Rico    | 3–0    | Egito     | 25–21  | 25–16  | 25–23  |        |        | 75–60 |
| 09 Jul | Brasil        | 3–0    | Itália    | 25–23  | 25–20  | 25–18  |        |        | 75–61 |
| 09 Jul | Países Baixos | 1–3    | Chéquia   | 23–25  | 25–23  | 20–25  | 14–25  |        | 82–98 |

## Rodada final
|  | Quartas de final          | Quartas de final          |                           |     | Semifinais | Semifinais |  |  | Final                     | Final |
|  |                           |                           |                           |     |            |            |  |  |                           |       |
|  | 11 de Julho – Suphan Buri |                           |                           |     |            |            |  |  |                           |       |
|  |                           |                           |                           |     |            |            |  |  |                           |       |
|  | Chéquia                   | 3                         |                           |     |            |            |  |  |                           |       |
|  | Chéquia                   | 3                         | 12 de Julho – Suphan Buri |     |            |            |  |  |                           |       |
|  | Austrália                 | 1                         |                           |     |            |            |  |  |                           |       |
|  | Austrália                 | 1                         | Chéquia                   | 0   |            |            |  |  |                           |       |
|  | 11 de Julho – Suphan Buri |                           | Chéquia                   | 0   |            |            |  |  |                           |       |
|  |                           | Brasil                    | 3                         |     |            |            |  |  |                           |       |
|  | Rússia                    | Brasil                    | 3                         | 2   |            |            |  |  |                           |       |
|  | Rússia                    |                           | 13 de Julho – Suphan Buri | 2   |            |            |  |  |                           |       |
|  | Brasil                    | 3                         |                           |     |            |            |  |  |                           |       |
|  | Brasil                    | 3                         | Brasil                    | 3   |            |            |  |  |                           |       |
|  | 11 de Julho – Suphan Buri |                           | Brasil                    | 3   |            |            |  |  |                           |       |
|  |                           | Índia                     | 0                         |     |            |            |  |  |                           |       |
|  | Irã                       | Índia                     | 0                         | 3   |            |            |  |  |                           |       |
|  | Irã                       | 12 de Julho – Suphan Buri |                           | 3   |            |            |  |  |                           |       |
|  | Tailândia                 | 0                         |                           |     |            |            |  |  |                           |       |
|  | Tailândia                 | 0                         | Irã                       | 1   | 3º lugar   | 3º lugar   |  |  |                           |       |
|  | 11 de Julho – Suphan Buri |                           | Irã                       | 1   | 3º lugar   | 3º lugar   |  |  |                           |       |
|  |                           | Índia                     | 3                         |     |            |            |  |  |                           |       |
|  | Porto Rico                | Índia                     | 3                         | 0   | Chéquia    | 1          |  |  |                           |       |
|  | Porto Rico                |                           |                           | 0   | Chéquia    | 1          |  |  |                           |       |
|  | Índia                     | 3                         |                           | Irã | 3          |            |  |  |                           |       |
|  | Índia                     | 3                         |                           |     | 3          |            |  |  |                           |       |
|  |                           |                           |                           |     |            |            |  |  | 13 de Julho – Suphan Buri |       |
|  |                           |                           |                           |     |            |            |  |  |                           |       |

| Data   |            | Placar |           | 1º Set | 2º Set | 3º Set | 4º Set | 5º Set | Total   |
| ------ | ---------- | ------ | --------- | ------ | ------ | ------ | ------ | ------ | ------- |
| 11 Jul | Chéquia    | 3–1    | Austrália | 20–25  | 25–16  | 25–18  | 25–19  |        | 95–78   |
| 11 Jul | Irã        | 3–0    | Tailândia | 25–16  | 25–22  | 25–19  |        |        | 75–57   |
| 11 Jul | Rússia     | 2–3    | Brasil    | 22–25  | 25–17  | 19–25  | 25–20  | 15–17  | 106–104 |
| 11 Jul | Porto Rico | 0–3    | Índia     | 17–25  | 14–25  | 11–25  |        |        | 42–75   |

| Data   |         | Placar |        | 1º Set | 2º Set | 3º Set | 4º Set | 5º Set | Total |
| ------ | ------- | ------ | ------ | ------ | ------ | ------ | ------ | ------ | ----- |
| 12 Jul | Chéquia | 0–3    | Brasil | 20–25  | 20–25  | 19–25  |        |        | 59–75 |
| 12 Jul | Irã     | 1–3    | Índia  | 15–25  | 25–23  | 17–25  | 20–25  |        | 77–98 |

| Data   |         | Placar |       | 1º Set | 2º Set | 3º Set | 4º Set | 5º Set | Total |
| ------ | ------- | ------ | ----- | ------ | ------ | ------ | ------ | ------ | ----- |
| 13 Jul | Chéquia | 1–3    | Irã   | 21–25  | 25–20  | 21–25  | 18–25  |        | 85–95 |
| 13 Jul | Brasil  | 3–0    | Índia | 25–22  | 26–24  | 25–19  |        |        | 76–65 |

### Classificação de 5º–8º
|  | 5º–8º lugares             | 5º–8º lugares             |   |                           | 5º lugar                  | 5º lugar |  |
|  |                           |                           |   |                           |                           |          |  |
|  | 12 de Julho – Suphan Buri |                           |   |                           |                           |          |  |
|  | Austrália                 | 0                         |   |                           |                           |          |  |
|  | Rússia                    | 3                         |   |                           |                           |          |  |
|  |                           |                           |   |                           |                           |          |  |
|  |                           |                           |   |                           | 13 de Julho – Suphan Buri |          |  |
|  |                           |                           |   |                           | Rússia                    | 3        |  |
|  |                           | Tailândia                 | 1 |                           |                           |          |  |
|  |                           |                           |   |                           |                           |          |  |
|  |                           |                           |   |                           |                           |          |  |
|  |                           |                           |   |                           | 7º lugar                  |          |  |
|  | 12 de Julho – Suphan Buri | 12 de Julho – Suphan Buri |   | 13 de Julho – Suphan Buri | 13 de Julho – Suphan Buri |          |  |
|  | Tailândia                 | 3                         |   | Austrália                 | 0                         |          |  |
|  | Porto Rico                | 1                         |   |                           | Porto Rico                | 3        |  |

| Data   |           | Placar |            | 1º Set | 2º Set | 3º Set | 4º Set | 5º Set | Total  |
| ------ | --------- | ------ | ---------- | ------ | ------ | ------ | ------ | ------ | ------ |
| 12 Jul | Austrália | 0–3    | Rússia     | 14–25  | 14–25  | 17–25  |        |        | 45–75  |
| 12 Jul | Tailândia | 3–1    | Porto Rico | 23–25  | 25–22  | 31–29  | 25–14  |        | 104–90 |

| Data   |           | Placar |            | 1º Set | 2º Set | 3º Set | 4º Set | 5º Set | Total  |
| ------ | --------- | ------ | ---------- | ------ | ------ | ------ | ------ | ------ | ------ |
| 13 Jul | Austrália | 0–3    | Porto Rico | 23–25  | 24–26  | 28–30  |        |        | 75–81  |
| 13 Jul | Rússia    | 3–1    | Tailândia  | 25–27  | 25–19  | 25–19  | 25–21  |        | 100–86 |

## Classificação final
| Posição | Time          |
| ------- | ------------- |
| Campeão | Brasil        |
| 2       | Índia         |
| 3       | Irã           |
| 4       | Chéquia       |
| 5       | Rússia        |
| 6       | Tailândia     |
| 7       | Porto Rico    |
| 8       | Austrália     |
| 9       | China         |
| 9       | Egito         |
| 9       | Itália        |
| 9       | Países Baixos |
| 13      | Marrocos      |
| 13      | Polônia       |
| 13      | Eslováquia    |
| 13      | Venezuela     |

| Campeonato Mundial de Voleibol Masculino Sub-19 de 2003 |
| border.                                                 |
| ------------------------------------------------------- |
| Brasil (6º título)                                      |

| Douglas Barboza, Luiz Zech, Thiago Machado, Thiago Alves, Victor, Fábio Paes, Breno, Danilo Cruz, Igor Braz, Moyses Cizotto, Silmar (Piá), Everaldo Lucena Técnico: Percy Oncken |

## Premiação
- Maior Pontuador:  Mohammad Soleimani
- Melhor Atacante:  Roman Danilov
- Melhor Bloqueio:  Danilo Cruz
- Melhor Saque:  Aleksey Ostapenko
- Melhor Levantador:  Ramaswami Kamraj
- Melhor Líbero:  Edgardo Hernández
- Melhor Recepção:  Moslem Mohammadizadeh[8]